# Nicolas Desmarest
Nicolas Desmarest (Soulaines-Dhuys, 16 de setembre de 1725 - París, 28 de setembre de 1815), va ser un geòleg francès.
Desmarest nasqué a Soulaines-Dhuys, al departament d'Aube. L'interessà la Teoria de la Terra de Georges-Louis Leclerc i el guanyà un premi per un assaig sobre l'antiga connexió entre Anglaterra i França. El 1788 va ser nomenat inspector-general de les manufactures de França.
El 1763 va fer observacions sobre la província francesa d'Alvèrnia reconeixent que els basalts prismàtics eren antigament corrents de lava, comparant-los amb les estructures del Giant's Causeway a Irlanda, i dient que eren producte d'antics volcans. El seu fill, Anselme Gaëtan Desmarest (1784-1838), va ser un important zoóleg. Morí a París.